# マルメ近代美術館

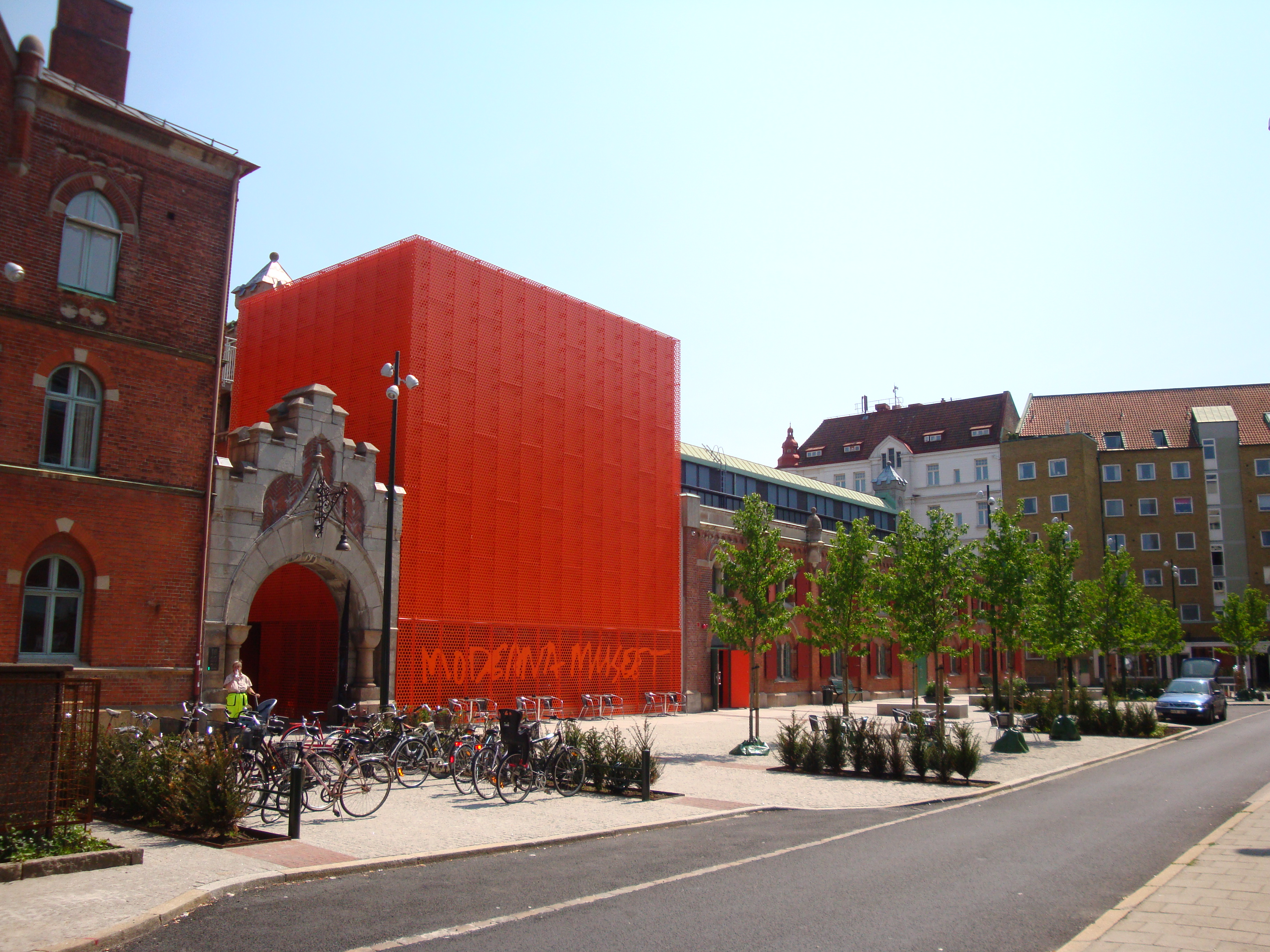
マルメ近代美術館とオレンジ色の外観の新しい別館

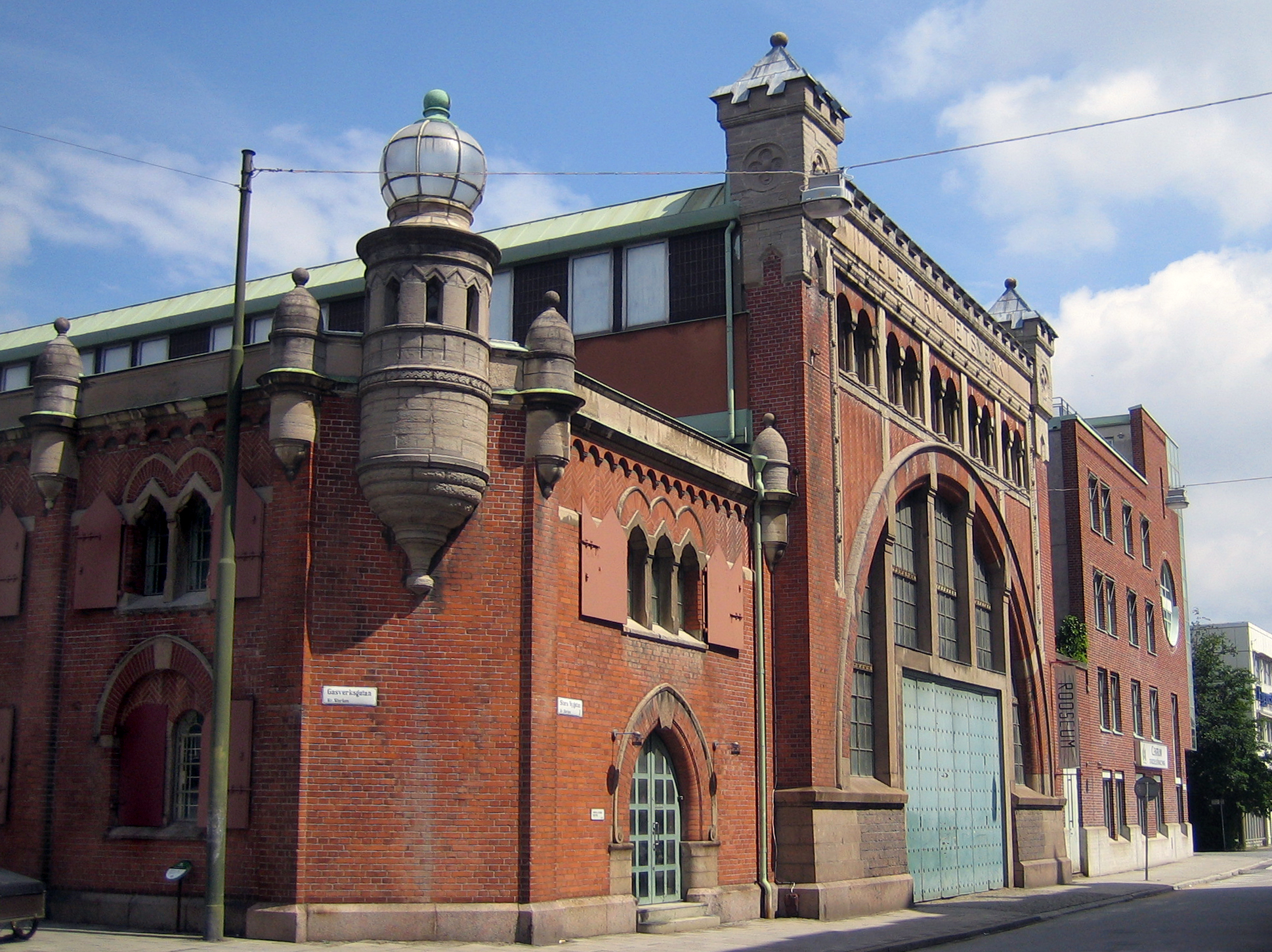
かつての発電所施設が近代美術館にな生まれ変わった

マルメ近代美術館(Moderna Museet Malmö)は、ストックホルム近代美術館の別館で、スウェーデン、マルメにある近代、現代美術を収集した美術館である。国立のストックホルム近代美術館の一部であるが、独自の展示プログラムも持っている。美術館は、2009年12月に開館した。
博物館の本館は、もともとは1901年建築の発電施設に使われていたものである。その後、1988年から2006年にかけてルーセウム現代美術センターの名で、現代美術の展示ホールに変わった。マルメ近代美術館が、ここに入るに当たり、再度改装工事が行われ、新しい別館が建てられている。館長は、2017年1月1日から、イリス・ミュラー=ヴェスターマンが務めている。